# Hönne
La Hönne est un affluent rive gauche de la Ruhr et a été pendant des milliers d'années une artère de la région.

## La source
La source de la Hönne se trouve sur le Kohlberg à l'ouest de Neuenrade à 437 mètres d'altitude.

## Le trajet de la Hönne
La Hönne court sur 13,2 km à travers Balve et ensuite à travers Menden vers le nord. Elle débouche finalement dans la Ruhr après 33 km. 
La région qu'elle traverse s'appelle Hönnetal (vallée de la Hönne). C'est une vallée calcaire étroite avec de grands rocs abrupts, qui fait partie des karsts importants d'Allemagne.

## Curiosités
La région entre Balve et Menden, avec le bourg Klusenstein de Deilinghofen et d'innombrables cavernes, forme un paysage particulièrement attirant. Les grottes de Balve et la Reckenhöhle furent creusées au cours des millénaires par la Hönne dans la roche calcaire.

## Une artère
Les témoignages de présence humaine remontent à l'âge de pierre aux alentours de Balve. Des germains de la souche des Sugambrer s'établirent près de ces eaux et les utilisèrent pour leur bétail. 
Aujourd'hui la qualité de l'eau est redevenue assez bonne pour que la richesse de la faune aquatique permettent la pêche en de nombreux lieux. 
En temps sec, le fleuve a une particularité. La Hönne disparaît dans le sous-sol comme dans le cas de la Donauversickerung, et coule dans le sous-sol sous son lit. Le phénomène a été étudié plusieurs fois en colorant l'eau.

## Littérature
- Peter Kracht: Rund um das Hönnetal. Zwischen Unna, Iserlohn und Arnsberg.  Bottrop und Essen 2001,  (ISBN 3-89355-225-1)